# Royal Astronomical Society

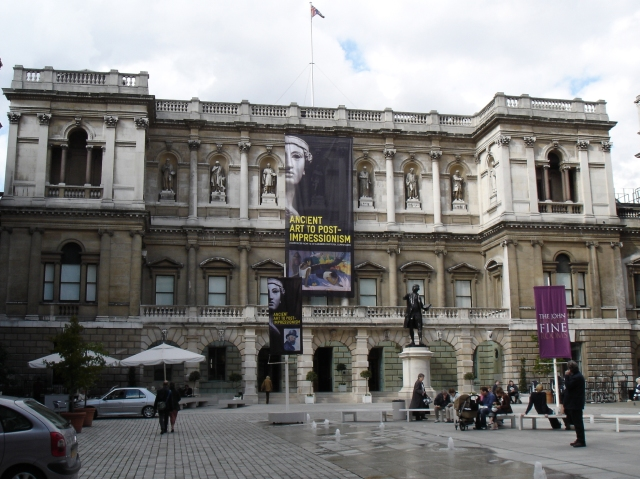
Sediul Royal Astronomical Society, Londra

Societatea Astronomică Regală sau Royal Astronomical Society (RAS) este o societate științifică care susține cercetarea în domeniul astronomiei, fondată la Londra în 1820. Inițial s-a numit Astronomical Society. Numele actual i-a fost acordat de regele William al IV-lea (1830-1837).
RAS este membră a Uniunii Astronomice Internaționale.

## Medalia de Aur a Royal Astronomical Society
Medalia de Aur a Societății Astronomice Regale este cea mai renumită recompensă emisă de această societate astronomică din Anglia. A fost fondată în  anul 1824. De obicei, a fost decernată câte o medalie în fiecare an, cu unele excepții. Din 1964, se dau câte două medalii, una în domeniul astronomiei, iar cealaltă în domeniul geofizicii.

## Publicații
- Memoirs of the Royal Astronomical Society (MmRAS): 1822 - 1978
- Monthly Notices of the Royal Astronomical Society (MNRAS): din 1827
- Geophysical Supplement to Monthly Notices (MNRAS): 1922 - 1957
- Geophysical Journal (GeoJ): 1958 - 1988
- Geophysical Journal International (GeoJI); din 1989
- Quarterly Journal of the Royal Astronomical Society (QJRAS): 1960 - 1996
- Astronomy & Geophysics (A & G) (volume care continuă din seria QJRAS)

## Membrii Societății Regale Astronomice
Membrii sunt numiți și autorizați să-și adauge acronimul „FRAS” (pentru Fellow of the Royal Astronomy Society) numelui lor. Orice persoană cu vârsta de peste 18 ani poate deveni membru al Royal Astronomy Society. Întrucât la fondarea sa nu existau astronomi profesioniști, nicio calificare deosebită nu este cerută pentru a intra în această organizație celebră. Totuși trei sferturi din membrii societății sunt astronomi și geofizicieni profesioniști. RAS număra 3.000 de membri în 2003. Astăzi numără un pic peste 4.000 de membri, din lumea întreagă.

## Președinți

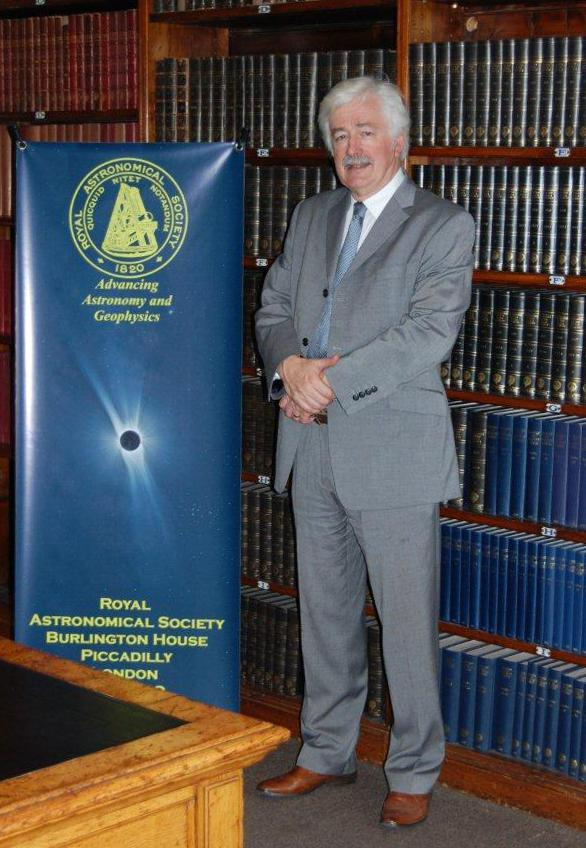
David Southwood, președintele, între 2012-2014, al Royal Astronomical Society

Prima persoană care a deținut titlul de președinte al Societății Astronomice Regale a fost William Herschel , dar acesta nu a prezidat niciodată vreo reuniune, iar de atunci, postul este ocupat de numeroși astronomi distinși. Din 1901, postul de președinte are un mandat de doi ani. Iată o listă a tuturor președinților de la crearea societății, în 1821, până în prezent:

### 2000–prezent
- 2014– Martin Barstow[4][5]

- 2012–2014 David Southwood[6]

- 2010–2012 Roger Davies

- 2008–2010 Andrew Fabian

- 2006–2008 Michael Rowan-Robinson

- 2004–2006 Kathryn Whaler

- 2002–2004 Jocelyn Bell Burnell

- 2000–2002 Nigel Weiss

### 1899–2000
- 1998–2000 David Williams

- 1996–1998 Malcolm Longair

- 1994–1996 Carole Jordan[7]

- 1992–1994 Martin Rees

- 1990–1992 Kenneth Pounds

- 1989–1990 Roger John Tayler

- 1987-1989 Rod Davies

- 1985–1987 Donald Lynden-Bell

- 1983-1985 Raymond Hide

- 1981–1983 Arnold Wolfendale

- 1979–1981 Michael Seaton

- 1977-1979 Alan Cook

- 1975–1977 Francis Graham-Smith

- 1973–1975 Donald Blackwell

- 1971–1973 Fred Hoyle

- 1969–1971 Bernard Lovell

- 1967-1969 Donald Sadler[8]

- 1965–1967 Thomas George Cowling

- 1963–1965 Richard van der Riet Woolley

- 1961–1963 William McCrea

- 1959–1961 Roderick Oliver Redman

- 1957–1959 William Herbert Steavenson

- 1955–1957 Harold Jeffreys

- 1953–1955 John Jackson

- 1951–1953 Herbert Dingle

- 1949–1951 William Marshall Smart

- 1947-1949 William Michael Herbert Greaves

- 1945–1947 Harry Hemley Plaskett

- 1943–1945 Arthur Milne

- 1941-1943 Sydney Chapman

- 1939–1941 Henry Crozier Keating Plummer

- 1937–1939 Harold Spencer Jones

- 1935–1937 John Henry Reynolds

- 1933–1935 Frederick John Marrian Stratton

- 1931-1933 Harold Knox-Shaw

- 1929–1931 Andrew Claude De Lacherois Crommelin

- 1927–1929 Theodore Evelyn Reece Phillips

- 1925–1927 James Jeans

- 1923–1925 John Louis Emil Dreyer

- 1921–1923 Arthur Eddington

- 1919–1921 Alfred Fowler

- 1917–1919 Percy Alexander MacMahon

- 1915–1917 Ralph Allen Sampson

- 1913–1915 Edmond Herbert Grove-Hills

- 1911–1913 Frank Watson Dyson

- 1909–1911 David Gill

- 1907-1909 Hugh Frank Newall

- 1905-1907 William Maw

- 1903–1905 Herbert Hall Turner

- 1901–1903 James Whitbread Lee Glaisher

- 1900–1901 Edward Ball Knobel[9]

- 1899–1900 George Darwin

### 1821–1899
- 1897–1899 Robert Stawell Ball

- 1895–1897 Andrew Ainslie Common

- 1893–1895 William de Wiveleslie Abney

- 1892–1893 Edward Ball Knobel[9]

- 1890–1892 James Francis Tennant

- 1888–1890 William Christie

- 1886–1888 James Whitbread Lee Glaisher

- 1884–1886 Edwin Dunkin

- 1882–1884 Edward Stone

- 1880–1882 John Russell Hind

- 1878–1880 Lord Lindsay

- 1876–1878 William Huggins

- 1874–1876 John Couch Adams

- 1872–1874 Arthur Cayley

- 1870–1872 William Lassell

- 1868–1870 Admiral Manners

- 1866–1868 Charles Pritchard

- 1864–1866 Warren De la Rue

- 1863–1864 George Airy

- 1861–1863 John Lee

- 1859–1861 Reverend Robert Main

- 1857–1859 George Bishop

- 1855–1857 Manuel John Johnson

- 1853–1855 George Airy

- 1851–1853 John Couch Adams

- 1849–1851 George Airy

- 1847–1849 John Herschel

- 1845–1847 William Henry Smyth

- 1843–1845 Francis Baily

- 1841–1843 John Wrottesley

- 1839–1841 John Herschel

- 1837–1839 Francis Baily

- 1835–1837 George Airy

- 1833–1835 Francis Baily

- 1831–1833 John Brinkley

- 1829–1831 James South

- 1827–1829 John Herschel

- 1825–1827 Francis Baily

- 1823–1825 Henry Thomas Colebrooke

- 1821–1823 William Herschel (primul președinte)